# Blockbuster
Ein Blockbuster, auch Event-Movie, Mainstream-Film oder A-Movie, seltener A-Film, als rhetorische Analogie zum B-Movie, bezeichnet in der medialen Berichterstattung kommerziell sehr erfolgreiche Kinoproduktionen mit hohen Einspielergebnissen, englisch als Box Office bezeichnet. Die hier im übertragenen Sinne gemeinte Bedeutung lässt sich am ehesten mit „Publikumsrenner“, „Straßenfeger“, „Kassenschlager“ oder „Knüller“ übersetzen. Blockbuster sind oft Four-Quadrant Movies, die beide Geschlechter und alle Altersschichten gleichermaßen ansprechen. Durch den damit einhergehenden finanziellen Erfolg dienen Blockbuster als „Tentpoles“ (Zeltstangen) für eine Filmproduktionsgesellschaft und können so Verluste durch weniger erfolgreiche Filme als „Stütze“ ausgleichen.

## Geschichte
Die Bezeichnung wurde ursprünglich für eine Fliegerbombe (Luftmine) im Zweiten Weltkrieg verwendet, mit der ein gesamter Wohnblock zerstört werden konnte (wörtlich: „Wohnblock-Knacker“). Ein Erstbeleg in der bildlichen Verwendung findet sich im Oxford English Dictionary von 1942 („A block-buster of an idea for a musical play“). Seit den 1970er Jahren wird der Begriff für Filme verwendet, die, anfangs wörtlich, so viel Publikum anlockten, dass sich Warteschlangen „um den Häuserblock“ bildeten, bzw. mit ihrem Erfolg die Kinos „blockierten“. Laut Hans Scheugl liegt der Ursprung des Begriffs hingegen möglicherweise in der insbesondere in den 1930er und 1940er Jahren üblichen Praxis, dass Filmproduktionsunternehmen von Kinobesitzern verlangten, mehrere Filme en bloc zu buchen. Diese Blockbuchungen waren mit festgelegten Zeitfenstern verbunden, wann ein Film zu spielen wäre. Hatte der unerwartete Erfolg eines Films eine längere Spielzeit zur Folge, wurde der ursprünglich vorgesehene Block aufgebrochen (busted).
Im Gegenzug bezeichnet man einen wenig erfolgreichen Film, der seine Kosten nicht wieder einspielt, als „Flop“ oder „Box Office Bomb“.

## Beschreibung
Populär wurde der Begriff erst Ende der 1950er, Anfang der 1960er Jahre. Er bezeichnete dann Großproduktionen, die durch großen Aufwand den kommerziellen Erfolg kalkuliert herbeiführten. Das geschah durch neue Werbestrategien, die bisher ungekannte Produktionssummen und Einspielergebnisse sowie Gagen der Stars laut verkündeten und neue Techniken (Cinerama, Vistavision, 70 mm) anpriesen. Zu diesen Blockbustern gehörten zwischen 1959 und 1966 Filme wie Ben Hur, Spartacus, West Side Story, Lawrence von Arabien, Die größte Geschichte aller Zeiten und Die Bibel. Cleopatra bildete 1963 den Höhepunkt dieser Entwicklung und läutete zugleich ihr Ende ein. Mit dem New American Cinema gerieten diese prachtvollen Geldmaschinen und Trutzburgen gegen die Konkurrenz des kleinen Fernsehbildschirms aus dem Blickpunkt. Der Begriff „Blockbuster“ wird seit Erscheinen des Films Der Weiße Hai in der heute üblichen Form verwendet.

## Kritik
Wegen der starken Konzentration auf den kommerziellen und Vermarktungsaspekt – was sich in Intention, Inhalt, Form und Gestaltung der Filme niederschlägt –, wird das sogenannte Blockbuster-Kino zuweilen kritisch bewertet. Da die Produktionen ihre erheblichen Kosten wieder einspielen müssen, findet sich in den Filmen nicht selten eine Fixierung auf Merchandising, Stars sowie bewährte Handlungsmotive und Plots. Die Ursache hierfür ist aber weniger in den Filmproduktionsfirmen zu suchen: Da der Großteil des Publikums Neues, experimentelle Darstellungsformen, unbekannte Gesichter und alternative Erzählstrategien i. d. R. schlechter annimmt, ergibt sich kaum Spielraum für diese Inhalte. Entsprechend werden problematische, (sozial-)kritische oder sonstige nicht populäre Sujets selten bedient. Da das Blockbuster-Kino jedoch der Populärkultur entspricht, entsteht so der Eindruck, dass die Hauptaufgabe von Filmen darin liege, zu unterhalten, was jedoch nicht zwangsläufig der Fall sein muss. Paradigmatisch hat sich dieser Gegensatz inzwischen auch in der Kinolandschaft durch die Differenzierung von Programmkinos und Multiplex-Kinos manifestiert.